# Mason Holgate
Mason Anthony Holgate (* 22. Oktober 1996 in Doncaster) ist ein englischer Fußballspieler, der seit 2015 beim FC Everton unter Vertrag steht und aktuell an West Bromwich Albion ausgeliehen ist. Seine Hauptposition ist die des Innenverteidigers, er wird aber auch als rechter Außenverteidiger oder als linker Außenverteidiger eingesetzt.

## Profikarriere

### Verein
Mason Holgate begann seine Spielerkarriere beim FC Barnsley. Der im Dezember 2014 erstmals in einem Ligaspiel für seinen Verein eingesetzte Abwehrspieler bestritt bis zum Saisonende der Football League One 2014/15 zwanzig Ligapartien und erzielte dabei einen Treffer.
Im Sommer 2015 verpflichtete der englische Erstligist FC Everton Mason Holgate und stattete ihn mit einem bis zum 30. Juni 2020 gültigen Vertrag aus. Am 13. August 2016 debütierte er gegen Tottenham Hotspur in der Premier League und wurde in der Saison 2016/17 in achtzehn Spielen eingesetzt.
Ende Dezember 2018 wurde er für die Rückrunde an den Zweitligisten West Bromwich Albion verliehen, für den er in neunzehn Ligaspielen der EFL Championship 2018/19 ein Tor erzielen konnte. Nach seiner Rückkehr zum FC Everton wurde er in der Premier League 2019/20 in 27 Ligapartien für den Tabellenzwölften eingesetzt. Auch in den beiden folgenden Spielzeiten kam er mit 28 sowie 25 Spielen regelmäßig für seine Mannschaft zum Einsatz.
Für die Spielzeit 2023/24 wechselte er per Leihe zum Absteiger FC Southampton in die EFL Championship. Nach nur 5 Einsätzen in der Hinrunde wurde die Leihe im Frühjahr 2024 vorzeitig beendet und Holgate zog leihweise weiter zu Sheffield United.
Im August 2024 wurde Holgate an West Bromwich Albion verliehen.

### Nationalmannschaft
Nachdem er zuvor bereits für die englische U-20-Nationalmannschaft gespielt hatte, debütierte Mason Holgate im Oktober 2016 für die englische U-21 bei einem 1:0-Auswärtssieg in Kasachstan. Im Juni 2017 wurde er in den englischen Kader für die U-21-Fußball-Europameisterschaft 2017 in Polen berufen. Der in allen drei Gruppenspielen zum Einsatz kommende Holgate zog mit England als Gruppensieger der Gruppe A in das Halbfinale ein. Dort scheiterte die englische Mannschaft im Elfmeterschießen an der deutschen U-21.